# 402 هـ
402 هـ هي سنة في التقويم الهجري امتدت مقابلةً في التقويم الميلادي بين سنتي 1011 و1012.

## وفيات
- أحمد بن نصر الداودي
- الحسين النوبي

- ابن جميع الصيداوي